# Rachel Therrien

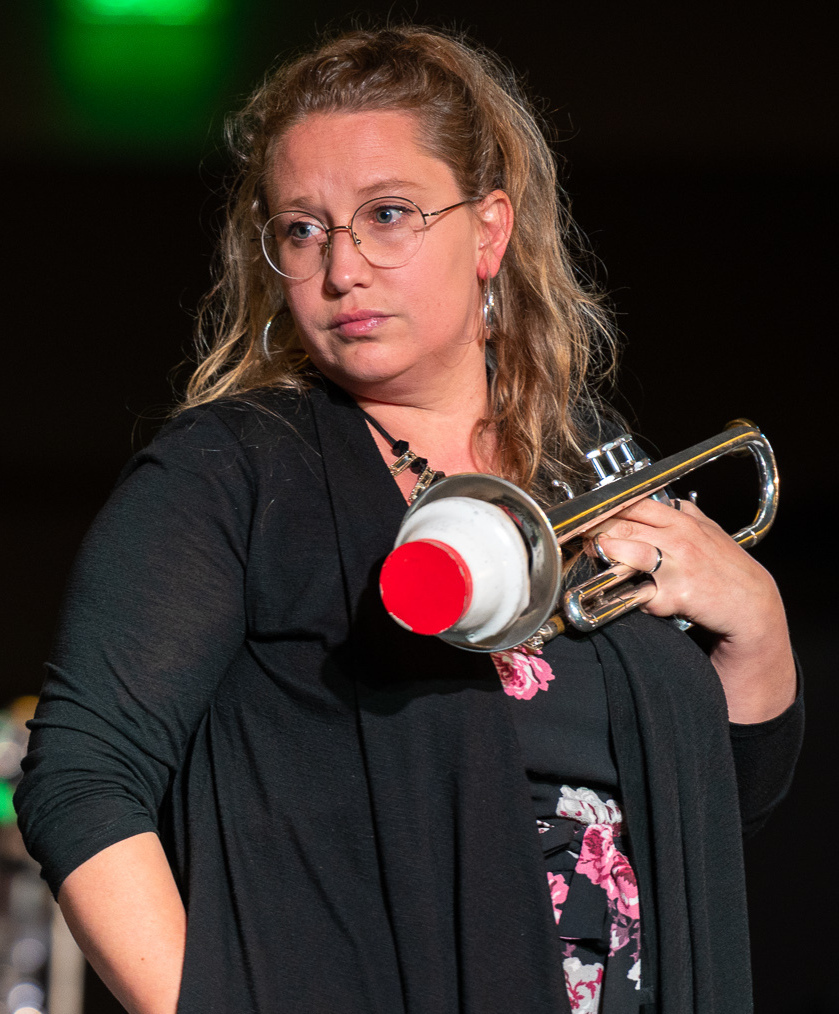
Rachel Therrien (2022)

Rachel Therrien (* 29. März 1987 in Saint-Valérien, Québec) ist eine kanadische Jazzmusikerin (Trompete, Flügelhorn, Komposition).

## Leben und Wirken
Therrien absolvierte den Bachelor-Studiengang Jazz-Performance der Universität Montreal sowie einen Abschluss in Kunstmanagement und ein Musikzertifikat des Instituto Supérior de Arte (Havanna, Kuba). 2012 nahm sie am Workshop des Banff Center for Jazz and Creative Music unter Leitung von Dave Douglas und Vijay Iyer teil.
Unter eigenem Namen veröffentlichte Therrien seit 2011 bei den Labels Multiple Chord Music und Truth Revolution Records fünf Alben, die mit hervorragenden Kritiken bedacht wurden. In den letzten Jahren tourte sie als Bandleaderin durch Nordamerika, Mexiko und Europa. Therrien gründete nach mehreren Europa-Tourneen ihr europäisches Quartett Vena, das 2020 ein gleichnamiges Album beim französischen Label Bonsaï Musique veröffentlichte.
Therrien entwickelte sich zu einer Schlüsselfigur der Montrealer Jazzszene: 2013 gründete sie die Montreal Jazz Composers Series, in der bisher mehr als 200 Musikerkomponisten aus Kanada und den USA zusammenkamen, um ihre eigenen Werke zu präsentieren. Weiterhin trat sie mit Claudio Roditi, Paquito D’Rivera, Lee Konitz, Ken Peplowski, Arturo O’Farrill sowie Michel Legrand auf, arbeitete für die kanadische Fernsehshow Belle et Bum und ist auf Alben mit dem Diva Jazz Orchestra, mit der Beth McKenna Big Band und mit Manon Mullener zu hören.

## Preise und Auszeichnungen
Therrien ist Gewinnerin des TD Grand Prize Jazz Award 2015 beim Festival International de Jazz de Montréal und erhielt 2016 den Stingray Jazz Rising Star Award. 2018 wurde sie als beste Jazzproduzentin beim IMA Award nominiert.

## Diskographische Hinweise
- Rachel Therrien Latin Jazz Project: Mi Hogar (2023)
- Vena (2020, mit Daniel Gassin, Dario Guibert, Mareike Wiening sowie Irving Acao)
- Why Don't You Try (2017, mit Benjamin Deschamps, Charles Trudel, Simon Pagé, Alain Bourgeois)
- Pensamiento: Proyecto Columbia (2016)
- Home Inspiration (2014)
- On Track (2011, mit Sébastien Fortin, Charles Trudel, Simon Pagé, Alain Bourgeois)